# Poaephyllum tenuipes
Poaephyllum tenuipes là một loài thực vật có hoa trong họ Lan. Loài này được (Schltr.) Rolfe miêu tả khoa học đầu tiên năm 1912.